# Drosophila azteca
Drosophila azteca är en tvåvingeart som beskrevs av Alfred Sturtevant och Theodosius Grigorievich Dobzhansky 1936. Drosophila azteca ingår i släktet Drosophila och familjen daggflugor.
Artens utbredningsområde täcker ett område från Kalifornien till Texas och södra Mexiko.